# Placa neural

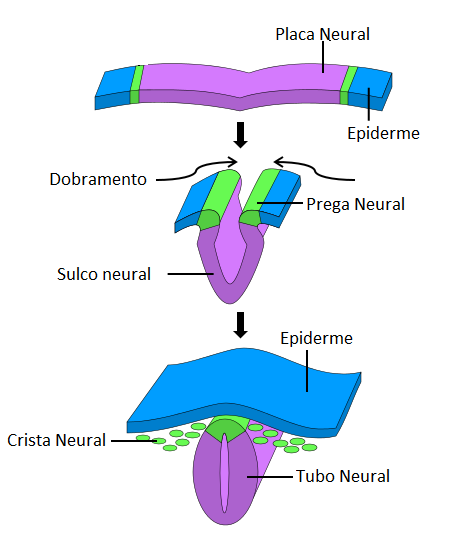
Neurulação em anfíbios e amniotas. A epiderme externa (em azul), o tubo neural (em roxo) interno e no meio se forma as cristas neurais (em verde).

Em embriologia, a placa neural é uma porção dorsal da ectoderme, sendo uma estrutura base do sistema nervoso. É formada pela interação da mesoderme dorsal com a ectoderme. Na primeira etapa da neurulação ocorre o alongamento de células ectodérmicas da linha média, formando a placa neural.
O processo de neurulação primária parece ser padronizada em embriões de anfíbios, aves e mamíferos , e pode ser dividido basicamente em 5 etapas: formação da placa neural, formação do assoalho da placa neural, modelagem da placa neural, dobramento da placa neural para formar o sulco neural e o fechamento do sulco neural, formando o tubo neural.

## Formação e desenvolvimento da placa neural
Ao final da gastrulação em vertebrados temos três folhetos embrionários, a ectoderme mais externa, a endoderme interna e a mesoderme intermediária. A organogênese (a formação de tecidos e órgãos) é iniciada pela interação entre a mesoderme dorsal e a ectoderme. Através do estímulo do cordo-mesoderma a ectoderme acima é sinalizada para formar o tubo neural oco, que se diferenciará em cérebro e medula espinhal.
A mesoderme dorsal subjacente sinaliza às células ectodérmicas acima para se desenvolverem em células colunares da placa neural. Se a placa neural for isolada, ela ainda se desenvolverá formando uma placa delgada, porém não forma o tubo neural. As bordas da placa neural se engrossam e alongam para se tornarem fusiformes, formando saliências nas interfaces da placa neural e epiderme, denominadas pregas neurais. As células do ponto de articulação mediano (MHP), localizadas na linha mediana da placa neural, são induzidas pela notocorda, sofrendo encurtamento e adquirindo forma de cunha. A capacidade das células do neuroepitélio de se deformarem mediante a sinalização é oriunda da deformação do citoesqueleto. Realizando a constrição apical e o alongamento basal em conjunto, as células do neuroepitélio são capazes de formar as dobradiças necessárias para formar o tubo neural.
No dobramento da placa neural, as pregas neurais migram em direção a linha média do embrião e se fundem, enquanto as células da linha média da placa neural são ancoradas à notocorda, permitindo a formação de um sulco. Ao mesmo tempo, a ectoderme age com uma força extrínseca no dobramento da placa neural. Tanto os movimentos da ectoderme quanto o ancoragem da placa neural à mesoderme subjacente são importantes para o dobramento do tubo neural.
O tubo neural é fechado quando as dobras neurais são unidas umas as outras, e a porção dorsal do tubo neural se torna a crista neural. Em aves, as células da crista neural não migram da região dorsal antes que o tubo neural tenha sido fechado; em mamíferos, as células da crista neural cranial migram antes do fechamento do tubo (enquanto as dobras neurais se elevam) e na região da medula espinhal as células da crista migram após o fechamento do tubo neural.

## Sinalização celular
Em vertebrados o desenvolvimento embrionário ocorre por diversas interações célula-célula, cujas células de um grupo induzem células adjacentes a  mudarem de comportamento através de sinalizações. Este processo é chamado de indução. 
BMPs (Proteínas morfogenéticas de osso) são membros da familia TGF-beta (fator transformador de crescimento-beta) que se ligam aos receptores quinase serina-treonina do tipo I e II, e transdução de sinais através de vias de sinalização Smad e não-Smad . O BMP4, um fator transformador de crescimento, induz a ectoderme a se diferenciar em epiderme. Na ausência de BMP4 a ectoderme se diferencia em células neurais. Chordin e onoggin são sinais inibidores de BMP4 secretados pela notocorda, permitindo que a ectoderme na vizinhança desenvolva a capacidade de formar neurônios. Posteriormente, essas células da ectoderme sintetizarão outras proteínas para que possam expressar seu fenótipo neural. 